# Siempre contigo (álbum de José José)
Siempre contigo es el título del 22°. álbum de estudio grabado y realizado por el artista mexicano José José. Fue lanzado al mercado bajo el sello discográfico RCA Ariola a finales de 1986. En esta producción discográfica, José José trabaja por primera vez con el reconocido compositor español Paco Cepero, quien compone tres temas, además de que compone otros números en colaboración con Juan Gabriel García Escobar, F.M. Moncada y Bautista. El álbum logró vender más de 1 millón de copias Según la página web oficial de José José, con este disco el cantante se hizo merecedor a un Disco de platino por sus altas ventas.

El álbum Siempre contigo obtuvo una nominación para el Premio Grammy a la Mejor Interpretación de Pop Latino en los 30°. entrega anual de los Premios Grammy, celebrada el miércoles 2 de marzo de 1988, pero perdió contra Un hombre solo (1987) de Julio Iglesias.
José José incursiona por primera vez en el género musical "Tango" con la canción "Marionetas del destino".

## Lista de canciones[3][4]
| N.º   | Título                    | Escritor(es)                         | Productor (es) | Duración |  |
| 1.    | «Corre y Ve con Él»       | Paco Cepero                          | Paco Cepero    | 3:14     |  |
| 2.    | «Dos Amores»              | Paco Cepero · Juan G. García Escobar | Paco Cepero    | 2:06     |  |
| 3.    | «¿Y Quién Puede Ser?»     | Paco Cepero · F.M. Moncada           | Paco Cepero    | 3:41     |  |
| 4.    | «Por Estar Contigo»       | Paco Cepero · J. Bautista            | Paco Cepero    | 2:50     |  |
| 5.    | «Por ti, Me Muero»        | Paco Cepero                          | Paco Cepero    | 4:00     |  |
| 6.    | «Él Es Tu Hombre»         | Paco Cepero                          | Paco Cepero    | 4:00     |  |
| 7.    | «Sin Saber»               | Paco Cepero · J. Bautista            | Paco Cepero    | 3:10     |  |
| 8.    | «Cuando Un Amor Se Muere» | Paco Cepero · Juan G. García Escobar | Paco Cepero    | 4:00     |  |
| 9.    | «Marionetas del Destino»  | Paco Cepero · Juan G. García Escobar | Paco Cepero    | 2:25     |  |
| 10.   | «Vuelve a Ser Tú»         | Paco Cepero · F.M. Moncada           | Paco Cepero    | 3:10     |  |
| 31:35 |                           |                                      |                |          |  |

## Créditos y personal[3][4]

### Músicos
- José José                                          - Voz
- Miguel Ángel Varona                                    - Arreglos musicales
- Pepín Fernández                                        - Ingeniería de sonido
- Pedro García                                           - Ayudante de ingeniería
- Pablo Pérez-Minguez                                    - Fotografía
- Departamento de Arte y Foto RCA Ariola - Diseño
- Alberto Reyna                                          - Dirección gráfica
- Paco Cepero                                        - Producción, dirección y realización.

© MCMLXXXVI. RCA/ARIOLA INTERNACIONAL, S. DE R.L. DE C.V.

## Posicionamiento en las listas
| Lista (1986-1987)               | Máxima posición |
| ------------------------------- | --------------- |
| U.S. Billboard Latin Pop Albums | 1               |

### Sucesión y posicionamiento
| Predecesor: Toda la vida y otro grandes éxitos de Emmanuel | U.S. Billboard Latin Pop Albums — Álbum N.º 1 (Primera vuelta) 15 de noviembre de 1986 - 6 de marzo de 1987 | Sucesor: Solo de Emmanuel                   |
| Predecesor: Solo de Emmanuel                               | U.S. Billboard Latin Pop Albums — Álbum N.º 1 (Segunda vuelta) 21 de marzo de 1987 - 3 de abril de 1987     | Sucesor: Sólo de Emmanuel                   |
| Predecesor: Solo de Emmanuel                               | U.S. Billboard Latin Pop Albums — Álbum N.º 1 (Tercera vuelta) 18 de abril de 1987 - 1 de mayo de 1987      | Sucesor: Lo bello y lo prohibido de Braulio |